# シンデレラ (2013年ブロードウェイ・プロダクション)
『ロジャース＆ハマースタインのシンデレラ』 (Rodgers + Hammerstein's Cinderella) は、1957年のオスカー・ハマースタイン2世の脚本を基にした、リチャード・ロジャースの作曲、ハマースタインの作詞、ハマースタインとダグラス・カーター・ビーンの脚本による2幕物のミュージカル。メルヘンの『シンデレラ』、特にフランスのシャルル・ペローによる『Cendrillon, ou la Petite Pantoufle de Verre 』を基にしている。残酷な継母に奴隷のように扱われている若い女性がより良い生活を夢見る話である。魔法使いの助けによりシンデレラは優雅な淑女に変身し、王子に会いに舞踏会に行くことができるお馴染みのストーリーであるが、この舞台版では王子に王国の不正を気付かせる。
1957年、ロジャース&ハマースタインはジュリー・アンドリュース主演のテレビ・ミュージカル映画『シンデレラ』の作詞作曲を行ない、1965年と1997年にリメイクされ、ブロードウェイ公演前にも何度か舞台化された。2013年の舞台版はロジャース&ハマースタインの『シンデレラ』の音楽を使用し、ブロードウェイで初めて上演されたものである。ビーンによる新たな脚本には新たな登場人物の他、同情的な義姉妹やロジャース&ハマースタインの新曲も登場する。オリジナル・キャストにはシンデレラ役にローラ・オズネス、王子役にサンティノ・フォンタナが配役され、770回上演した。トニー賞9部門にノミネートされ、衣装デザイン賞を受賞した。2014年、北米ツアーが開始された。

## 背景

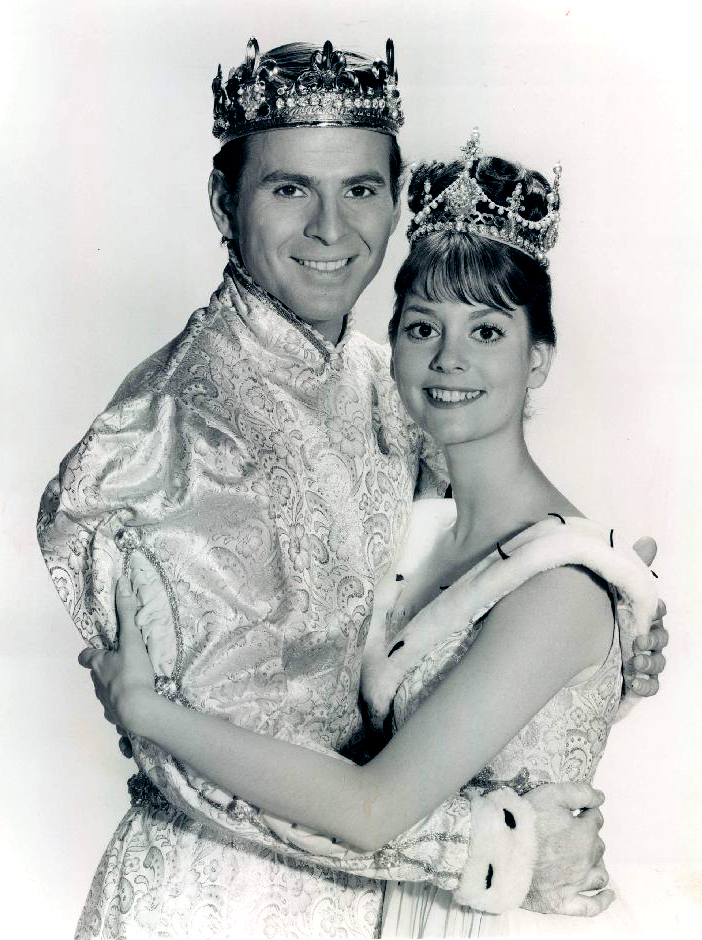
1965年、シンデレラ役のレスリー・アン・ウォーレンと王子役のスチュアート・ダンカン

1957年、ロジャース&ハマースタインはCBSと契約し、初版となるテレビ・ミュージカル映画『シンデレラ』がシンデレラ役にジュリー・アンドリュース、王子役にジョン・サイファーが配役されて放送された。1億700万人以上が視聴した。1958年のクリスマス時期、ロンドン・コロシアムにて『Me & Juliet 』の曲を使用してパントマイムでの公演が行われた。1961年、アメリカで初めての舞台版が上演された。
1957年のテレビ版および1961年の舞台版の成功後、CBSはリメイク製作を決定した。1965年、より伝統的な話に近付けた新たな脚本での製作を開始したが、オリジナルの曲をほぼ全て残した。 レスリー・アン・ウォーレンがシンデレラ役に配役された。1993年、ニューヨーク・シティ・オペラがミュージカルを製作し、その後も何度か再演した。2000年11月から2001年にかけて全米ツアー公演が行われ、マディソン・スクエア・ガーデンの劇場などで上演した。1997年のテレビ版リメイクはロバート・L・フリードマン脚本、ロバート・イズコヴ演出、ロブ・マーシャル振付で製作された。この作品はブランディがシンデレラ役、ホイットニー・ヒューストンが魔法使い役、バーナデット・ピーターズが継母役、パオロ・モンタルバンが王子役で人種混在の配役となった。いくつかの曲が追加された。
2008年、レア・サロンガ主演で30週間のアジア・ツアーが開始され、同年日本でモーニング娘。と宝塚歌劇団専科と卒業生による全て女性出演者による公演が上演された。

## プロダクション
ダグラス・カーター・ビーンは『シンデレラ』の初ブロードウェイ公演のための新たな脚本を執筆し、2012年にこの公演のワークショップが行われた。ブロードウェイ劇場にて2013年1月25日にプレビュー公演が開幕し、同年3月3日に正式に開幕した。ビーンの脚本ではシンデレラが王子に王国の不正を気付かせる。王子の両親はすでに亡くなっており、王子の指導者で、王子を騙して圧政を承認させている悪徳首相が実権を握っている。新たな登場人物である反逆者のジャン・ミシェルと、義姉妹のゲイブリエルが恋に落ち、2人は政府を覆そうとする。オリジナル版のよく知られた曲の他、『南太平洋』からの『Now is the Time 』などロジャース&ハマースタインのこれまでの曲から4曲が追加された。
マーク・ブロコウが演出、ジョシュ・ローズが振付を担当し、シンデレラ役にローラ・オズネスが、王子役にサンティノ・フォンタナ、クレイジー・メアリー/魔法使い役にヴィクトリア・クラーク、継母役にハリエット・ハリス、首相役にピーター・バートレット、義姉妹シャーロットとゲイブリエル役にアン・ハラダとマーラ・ミンデル、ジャン・ミシェル役にグレッグ・ヒルドレスが配役された。アナ・ルイゾスが装置、ウィリアム・アイヴィ・ロングが衣装、ケネス・ポスナーが照明を担当した。当初評価は賛否両論であった。
2013年9月から2014年1月、魔法使い役がクラークからレベッカ・ルカーに交代した。2014年2月から6月までシンデレラ役をカーリー・レイ・ジェプセン、継母役をフラン・ドレシャーが務め、両者ともこれがブロードウェイ・デビューとなった。2014年6月から9月、ペイジ・フォアがシンデレラ役、ナンシー・オペルが継母役を務めた。2014年9月、キキ・パーマーがシンデレラ役、シェリ・シェファードが継母役、ジュディ・ケイが魔法使い役に配役された。『ガーディアン』紙はパーマーに関して「このような典型的白人キャラクターにアフリカ系アメリカ人を配役することは、ゆっくりではあるがブロードウエイが進化してきていることの象徴である」と記した。2014年9月23日、カーテンコールの『Impossible 』の曲の最中、1965年版50周年を記念して当時シンデレラ役を演じたレスリー・アン・ウォーレンが登場した。2014年11月、継母役のシェファードの後任にネネ・リークスが配役された。2015年1月3日、プレビュー公演41回および本公演770回上演後閉幕した。
2014年10月10日、ロードアイランド州プロビデンスから全米ツアー公演が始まり、少なくとも2016年5月まで続く予定となっている。ペイジ・フォアがシンデレラ役、アンディ・ジョーンズが王子役に配役された。2015年3月から4月、ロサンゼルスでの公演中、継母役がフラン・ドレシャーに交代となった。

### 著名な出演者
.'著名な出演者を以下に示す'
- 魔法使い: 2013年9月から2014年1月、レベッカ・ルカー、2014年9月から2015年1月3日、ジュディ・ケイ
- シンデレラ: 2014年2月から6月、カーリー・レイ・ジェプセン、2014年9月から2015年1月3日、キキ・パーマー
- 継母: 2014年2月から6月、フラン・ドレシャー、2014年6月から9月、ナンシー・オペル、2014年9月から11月、シェリ・シェファード、2014年11月から2015年1月3日、ネネ・リークス

## あらすじ

### 第1幕
エラという名の若い女性が父亡き後彼女を使用人のように扱う継母と義姉妹と共に住んでいる。いつも暖炉のそばに座っていて灰(cinder)で汚れていたため「シンデレラ」と呼ばれている。エラはより良い生活を夢見る(Prologue )。
王国の王子はクリストファー、略してトファーと呼ばれている。両親はすでに亡くなっており、常に大法官セバスチャンの助言を受けている。竜、ガーゴイル、巨人を倒すことに長けているが、将来王位を継承してもどうやって王政を司ったらいいのかわからない(Me, Who Am I? )。トファー王子が城へ向かっている途中エラと出会う。彼女は水を請い、少しの間会話する。その後エラは友人の革命家ジャン・ミシェルと森の片隅に住むクレイジー・メアリーと集まって話をする。するとすぐに継母と義姉妹で要求の多いシャーロットと大人しいゲイブリエルがやってくる。彼女たちが家の中に入ると、エラはまたより良い生活を思い描く(In My Own Little Corner )。
城ではセバスチャンと取り巻きのピンクルトン卿が王子に花嫁を探す大規模な舞踏会を開催して結婚すべきだと説得する。ピンクルトンが町の広場で舞踏会の告知をすると、町民を集めて政府に抗議しようとするジャン・ミシェルを見つける(The Prince is Giving a Ball /Now Is the Time )。
継母の小屋では継母と義姉妹が舞踏会の準備に走り回る。エラが置いていかれるとジャン・ミシェルがやってきて、トファー王子は国民のことをもっとよく知るべきだと主張する。彼はエラに綺麗なドレスを着てトファーに主張して来いとからかう。クレイジー・メアリーとエラはどうしたらより良い人生が送れるか冗談交じりに語り合う(In My Own Little Corner (リプライズ)/Fol-De-Rol )。メアリーは実は自分は魔法使いであると明かし、かぼちゃを馬車に、動物たちを召使いや運転手に、エラのぼろぼろの服を美しいドレスに変身させる(Impossible )。彼女はエラを舞踏会に送り込むが、12時の鐘と同時に魔法が溶けると警告する(It's Possible )。
舞踏会では壮大なダンスが繰り広げられる(Gavotte )。白いドレスを着たエラが入ってくるが、誰も彼女に気付かない。彼女の優しさと公平さにトファー王子は魅了され、2人はグランド・ワルツを踊る(Ten Minutes Ago /Waltz for a Ball )。するとすぐに時計が12時の鐘を鳴らす。エラは王子の領地は全てうまくいっている訳ではないと伝えるのがやっとである。彼女は階段を駆け下り、靴を落としてしまうが急いで拾って去っていく。

### 第2幕
王子は王国のことを正直に話してくれたミステリアスな女性を探す。義姉妹のシャーロットと共に庭にいる女性が王子はなぜ自分たちの誰も選ばないのかといぶかしむ(Stepsister's Lament )。王子と衛兵たちはくまなく探すがエラを捕まえることができない(The Pursuit )。
ぼろぼろの服に戻ったエラは小屋に戻り、王子がいかに素敵だったか思い返す(He was Tall )。継母、シャーロット、ゲイブリエルが落胆しながら戻ってくる。エラは彼女たちにその夜の城がどのようだったか(When You're Driving Through the Moonlight )、王子とのダンスはどうだったか想像していたと語る(A Lovely Night )。継母と義姉妹、そしてエラは一瞬だけ思いを共有する。エラとシャイなゲイブリエルがその場に残ると、ゲイブリエルはエラが舞踏会のあの女性だったことに気付く。ゲイブリエルは革命家ジャン・ミシェルの賛同者なだけでなく彼を愛していると明かす。2人は秘密を守ることを固く誓う(A Lovely Night (リプライズ))。
トファー王子による、あの夜の女性探しは続き(Loneliness of Evening )、次第にセバスチャンが自分を誤った道に引きずり込もうとしていることに気付く。トファーは女性探しを後回しにすることを決心する。晩餐会の夜、ゲイブリエルはエラに自分のドレスを着せて向かわせようとする。ジャン・ミシェルがやってきて、ゲイブリエルに愛を告白する。しかし継母がこれを聞き、またエラがゲイブリエルのドレスを着ているのを見て、ドレスを引き裂いてゲイブリエルとジャン・ミシェルを追い出し、二度と戻ってくるなと語る。継母はシャーロットを晩餐会に向かわせようとする。間一髪で魔法使いが登場し、エラの服装を完璧にし、王子と話ができるよう助ける(There is Music in You )。
城ではエラが王子にどうしたら素晴らしい王になるかを語り、彼はすぐにジャン・ミシェルとセバスチャンの首相選挙を告知する。トファーはもはやリーダーとしてふさわしく、自分が望む愛と生活に必要なパートナーが誰か確信する(Do I Love You Because You're Beautiful )。突然時計が12時の鐘を鳴らし始める。エラは階段を駆け下りるが、一瞬立ち止まって意図的に靴を片方置いていく。
王子は王国の全ての女性にガラスの靴を履かせてみる。誰も成功しないが、エラが履いてみると完璧に合う。継母はこれまでの酷い扱いを謝罪し、エラは継母とシャーロットを許す。ゲイブリエルとジャン・ミシェルの関係は継母に認められ、2人を歓迎する。ジャン・ミシェルは首相に選ばれ、トファーとエラは結婚し、のちのちまで幸せに暮らす(結婚式: There is Music in You )。

## 使用楽曲
テレビ版の3本と違い、この2013年ブロードウェイ版は『Me, Who Am I? 』、『Now Is the Time 』、『The Pursuit 』、『Loneliness of Evening 』、『There's Music in You 』などの曲を追加し、2幕で構成されている。
| 第1幕 - "Overture" – オーケストラ - "Prologue" – オーケストラ、エラ - "Me, Who Am I?" – トファー、セバスチャン、ピンクルトン卿、騎士 - "In My Own Little Corner" – エラ - "Now Is the Time" – ジャン・ミシェル - "The Prince Is Giving a Ball" – ピンクルトン卿、町民、継母、シャーロット、ゲイブリエル、エラ、メアリー - "Cinderella March" – オーケストラ - "In My Own Little Corner" (リプライズ) / "Fol-De-Rol" – エラ、メアリー - "Impossible/It's Possible" – メアリー、エラ - "Gavotte" – セバスチャン、トファー、ピンクルトン卿、継母、シャーロット、ゲイブリエル、貴族、淑女 - "Ten Minutes Ago" – トファー、エラ - "Waltz for a Ball" – オーケストラ - "Ten Minutes Ago" (リプライズ) – トファー、エラ、貴族、淑女 | 第2幕 - "Entr'acte" – オーケストラ - "Stepsister's Lament" – シャーロット、淑女 - "The Pursuit" – トファー、ピンクルトン卿、貴族、エラ、召使い、運転手 - "He Was Tall" – エラ - "When You're Driving Through the Moonlight" – エラ、継母、シャーロット、ゲイブリエル - "A Lovely Night" – Ella, Madame, Charlotte and Gabrielle - "A Lovely Night" (リプライズ) – エラ、ゲイブリエル - "Loneliness of Evening" – トファー、エラ - "Announcing the Banquet" – セバスチャン、ピンクルトン卿、使者、継母 - "There's Music in You" – メアリー - "Now Is the Time" (リプライズ) – ジャン・ミシェル、ゲイブリエル - "Do I Love You Because You're Beautiful?" – トファー、エラ - "The Shoe Fits" / "The Proposal" – トファー、エラ、カンパニー - "Finale" – メアリー、カンパニー |

## 評価
『ニューヨーク・タイムズ』紙のベン・ブラントリーはこの公演について、古典と斬新さ、感傷的と不機嫌さ、誠実と皮肉を全てを一度に表現した輝けるパッチワーク作品にしたかったのだろうが実際にはできていないと記した。『フィナンシャル・タイムズ』紙はオズネスをはじめとする出演者、衣装、振付を称賛し、「公演は確かに楽しいが、時々中だるみする」と述べた。『タイム』誌のリチャード・ゾグリンは、華やかで活気があり、曲も良いが、1957年のテレビ初演と比較すると劣るとし、オリジナルの義姉妹の方が信憑性があり、嘘っぽくなく、王子とシンデレラは夢のカップルであり恋に落ちるのも当然と思えるが、この新しいブロードウェイ版の改訂は冒険的でない、と記した。『シカゴ・トリビューン』紙の批評家は、「根本的な問題は全くロマンティックでなく、ほとんど笑えない内容のビーンの難しい脚本が観客を寄せ付けないことである。ヒロインを社会改革者にし、義姉妹を同情的にして欲望を阻害し、王子を困窮した人々のために目を覚まさせなければいけない視野の狭い若輩者にし、観客は幸運な未来を容易に想像することができない。新たな脚本はよく知る物語の基本的な論法を排除し、古い時代からのこのミュージカルの魂を全て踏みにじっている」と記した。AP通信のレビューはビーンの脚本を称賛し、「モンティ・パイソンの『スパマロット』少しと『レ・ミゼラブル』いくつかを足したような、甘く新鮮」な作品と記した。また出演者は第一級で、物語は突飛だが愛に満ちているとし た。『USAトゥデイ』紙は好意的で、「オズネスと才能ある共演者たちは優美な小品に独自のメルヘンを作り上げ、その一瞬一瞬が年齢を問わず観客たちを魅了する。ビーンの『シンデレラ』は単に苦悩する若い女性ではなく、好奇心旺盛な女性で自分の身の上よりも世の中の不正が気になる。もしこの展開がフェミニストの視点だというのであれば、ビーンはこのことにもっと焦点を当て、話を膨らませるだろう。この皮肉の描かれ方はぼんやりとしているかもしれないがやり過ぎでもない。そしてブロコウは出演者たちの快活で軽妙な演技を引き出し、とても役に合っている。視覚効果は音楽より魅力的である」と記した。

## キャスト・アルバム
2013年、ゴーストライト・レコードからオリジナル・ブロードウェイ・キャスト・レコーディングのアルバムが出版された。このアルバムはデイヴィッド・チェイスの編曲やアンディ・アインホーンの指揮を特徴としている。他の編曲はダニー・トルーブが担当した。

## 受賞歴
トニー賞9部門にノミネートされ、ウィリアム・アイヴィ・ロングが衣装デザイン賞を受賞した。ドラマ・デスク・アワードでは5部門にノミネートされ、編曲賞、衣装デザイン賞、オズネスのミュージカル女優賞の3部門で受賞した。ドラマ・リーグ・アワードでは2部門でノミネートされたが受賞には至らなかった。外国批評家サークル賞では8部門にノミネートされ、衣装デザイン賞を受賞した。

### オリジナル・ブロードウェイ・プロダクション
| 年     | 賞                       | 部門                                                     | ノミネート者                                             | 結果       |
| ------ | ------------------------ | -------------------------------------------------------- | -------------------------------------------------------- | ---------- |
| 2013年 | トニー賞                 | ミュージカル再演賞                                       | ミュージカル再演賞                                       | ノミネート |
| 2013年 | トニー賞                 | ミュージカル脚本賞                                       | ダグラス・カーター・ビーン                               | ノミネート |
| 2013年 | トニー賞                 | ミュージカル主演男優賞                                   | サンティノ・フォンタナ                                   | ノミネート |
| 2013年 | トニー賞                 | ミュージカル主演女優賞                                   | ローラ・オズネス                                         | ノミネート |
| 2013年 | トニー賞                 | ミュージカル助演女優賞                                   | ヴィクトリア・クラーク                                   | ノミネート |
| 2013年 | トニー賞                 | 衣装デザイン賞                                           | ウィリアム・アイヴィ・ロング                             | 受賞       |
| 2013年 | トニー賞                 | 照明デザイン賞                                           | ケネス・ポズナー                                         | ノミネート |
| 2013年 | トニー賞                 | 音響デザイン賞                                           | ネヴィン・スタインバーグ                                 | ノミネート |
| 2013年 | トニー賞                 | 編曲賞                                                   | ダニー・トルーブ                                         | ノミネート |
| 2013年 | ドラマ・デスク・アワード | ミュージカル再演賞                                       | ミュージカル再演賞                                       | ノミネート |
| 2013年 | ドラマ・デスク・アワード | ミュージカル女優賞                                       | ローラ・オズネス                                         | 受賞       |
| 2013年 | ドラマ・デスク・アワード | 振付賞                                                   | ジョシュ・ローズ                                         | ノミネート |
| 2013年 | ドラマ・デスク・アワード | 衣装デザイン賞                                           | ウィリアム・アイヴィ・ロング                             | 受賞       |
| 2013年 | ドラマ・デスク・アワード | 編曲賞                                                   | ダニー・トルーブ                                         | 受賞       |
| 2013年 | ドラマ・リーグ・アワード | ブロードウェイ、オフ・ブロードウェイ・ミュージカル再演賞 | ブロードウェイ、オフ・ブロードウェイ・ミュージカル再演賞 | ノミネート |
| 2013年 | ドラマ・リーグ・アワード | パフォーマンス賞                                         | ローラ・オズネス                                         | ノミネート |
| 2013年 | 外国批評家サークル賞     | ミュージカル再演賞(ブロードウェイ、オフ・ブロードウェイ) | ミュージカル再演賞(ブロードウェイ、オフ・ブロードウェイ) | ノミネート |
| 2013年 | 外国批評家サークル賞     | ミュージカル脚本賞(ブロードウェイ、オフ・ブロードウェイ) | ダグラス・カーター・ビーン                               | ノミネート |
| 2013年 | 外国批評家サークル賞     | ミュージカル男優賞                                       | サンティノ・フォンタナ                                   | ノミネート |
| 2013年 | 外国批評家サークル賞     | ミュージカル女優賞                                       | ローラ・オズネス                                         | ノミネート |
| 2013年 | 外国批評家サークル賞     | ミュージカル助演女優賞                                   | ヴィクトリア・クラーク                                   | ノミネート |
| 2013年 | 外国批評家サークル賞     | 振付賞                                                   | ジョシュ・ローズ                                         | ノミネート |
| 2013年 | 外国批評家サークル賞     | 衣装デザイン賞(演劇、ミュージカル)                       | ウィリアム・アイヴィ・ロング                             | 受賞       |
| 2013年 | 外国批評家サークル賞     | 照明デザイン賞(演劇、ミュージカル)                       | ケネス・ポスナー                                         | ノミネート |